# Perissodini

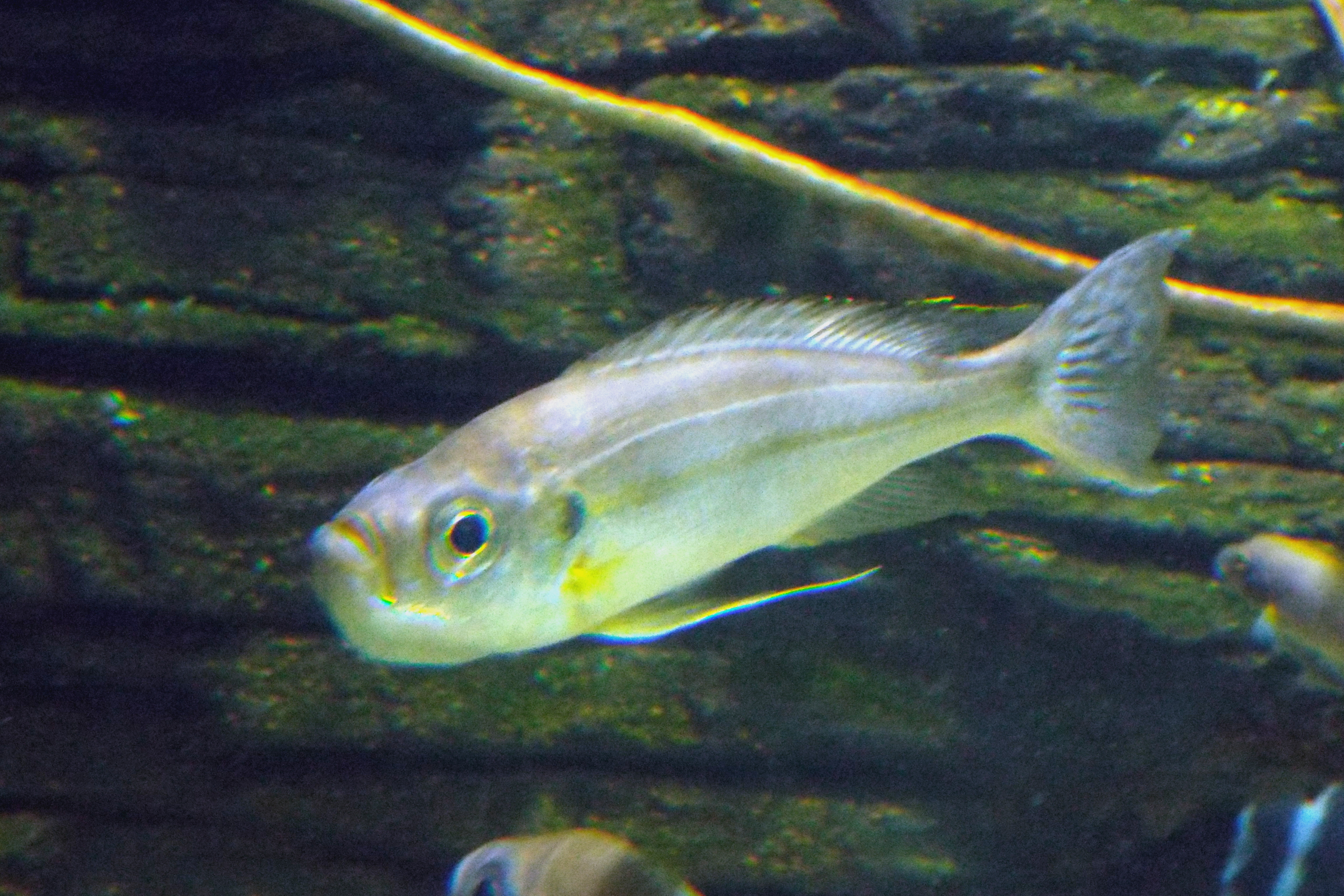
Haplotaxodon microlepis

Perissodini är en tribus av afrikanska ciklider som innehåller nio arter fördelade på fyra släkten. Alla arterna är endemiska för Tanganyikasjön. De två arterna i Haplotaxodon livnär sig på småfisk och zooplankton medan de övriga är specialister på att äta fjäll från andra fiskar.

## Släkten och arter
- Haplotaxodon Boulenger, 1906
  - Haplotaxodon microlepis Boulenger, 1906
  - Haplotaxodon trifasciatus Takahashi & Nakaya, 1999
- Perissodus Boulenger, 1898
  - Perissodus eccentricus Liem & Stewart, 1976
  - Perissodus microlepis Boulenger, 1898
- Plecodus Boulenger, 1898
  - Plecodus elaviae Poll, 1949
  - Plecodus multidentatus Poll, 1952
  - Plecodus paradoxus Boulenger, 1898
  - Plecodus straeleni Poll, 1948
- Xenochromis Boulenger, 1899
  - Xenochromis hecqui Boulenger, 1899

Perissodus och Xenochromis räknas stundom in i Plecodus.